# NGC 1835
NGC 1835 (другое обозначение — ESO 56-SC58) — рассеянное скопление в созвездии Золотой Рыбы, расположенное в Большом Магеллановом Облаке.
Этот объект входит в число перечисленных в оригинальной редакции «Нового общего каталога».
В скоплении есть 16 переменных звёзд типа RR Лиры, у которых наблюдается сильный разброс средних звёздных величин и кривых блеска.